# XQQ
XQQ（エックスキュー、1996年8月26日 - ）は、沖縄県出身の元プロゲーマー、ゲーミングコーチである。本名は本山響（もとやま ひびき）。ZETA DIVISION所属。
過去に選手として『Battlefield4』でアジア大会優勝、『Overwatch』で国内優勝。国別対抗の世界大会『オーバーウォッチワールドカップ』では、日本代表チームに選手（2016年）およびヘッドコーチ（2018年）として選出された。コーチとして「Overwatch Contenders 2018: Pacific」準優勝。『Rainbow Six Siege』の国内プロリーグ3連覇、APAC予選優勝。『VALORANT』で国内優勝2回、世界大会ベスト3。

## 略歴
1996年、沖縄県で生まれる。中学生時代から『Battlefield』の強豪プレイヤーとして知られており、2013年11月にJCGが主催する国内大会へ初出場する（当時17歳）。
2014年8月30日～9月7日、アジア・オセアニア地域における『Battlefield4』の国際大会「ES-Rev BF4 ASIA OCEANIA CUP」にクラン「Japanese Battle Line（JBL）」のメンバーとして出場し優勝。9月21日、アジア代表として欧州王者「Fnatic」とエキシビションマッチを行う。
2016年5月3日、プロゲーミングチームDetonator（DTN）の『Overwatch』部門設立に伴いチームに加入。『Overwatch』のプロ選手（プロゲーマー）となる。8月7日～21日、DeToNator.Overwatchとして「JCG Overwatch Master Summer Finals」に出場し優勝。2016年シーズンの『Overwatch』国内王者となる。9月12日、Blizzardによる国際大会「Overwatch World Cup 2016」に日本代表として出場。香港代表に勝利するもタイ代表に敗れ、アジア予選敗退。同年11月、Green Leaves（GL）へFlex枠選手として移籍。2017年4月、SunSister（SST）へ移籍。4月8日から7月1日まで台湾・台北市で開催されたアジア太平洋地域におけるプロリーグ「OPC: Overwatch Pacific Championship 2017」に参加するも結果はリーグ最下位に終わり帰国。大きな挫折を味わい、競技シーンにおけるコーチの重要性を実感する。2018年1月8日、DPS枠の最多投票プレイヤーとして招待出場したコミュニティ大会「All Star Japan Community 2018」をもって選手活動を引退。
2018年4月1日、プロチームCYCLOPS athlete gamingに加入し、当時日本ではあまり馴染みのなかった『Overwatch』部門のコーチ兼アナリストに着任。6月17日、「Overwatch World Cup 2018」日本代表の競技委員兼ヘッドコーチに就任。7月6日～9月14日、アジア太平洋地域のプロリーグ「Overwatch Contenders 2018 Season 2: Pacific」に出場し準優勝、賞金$17,370を獲得する。11月末日をもって、CYCLOPS athlete gamingの『Overwatch』部門が解散。
2019年1月18日、同チームの『Rainbow Six Siege』部門コーチへと転身。2019年3月～2020年3月まで、国内プロリーグ「ESL Rainbow Six Pro League Japan」Season9～11で3連覇を達成。2019年7月20日、オーストラリア・シドニーで開催された「Six Major Raleigh 2019」のアジア太平洋地域（APAC）予選で優勝。8月18日、アメリカ合衆国・ローリーで開催された本戦に出場。2020年3月15日、JCGが運営する国内プロリーグ「Alienware Japan League Championship」で優勝。10月17日～18日、NTTドコモとUBIが共催する「R6JC: Rainbow Six Japan Championship 2020」で優勝、賞金1000万円を獲得。チームを2020年度の日本チャンピオンに導く。
2020年11月2日、ZETA DIVISION（旧称：JUPITER）の『VALORANT』部門にヘッドコーチとして移籍加入。12月3日～6日、『VALORANT』初の公式大会「VALORANT FIRST STRIKE JAPAN」で優勝。2021年3月、Riot Gamesが主催する『VALORANT』の公式プロリーグ「VALORANT Champions Tour（VCT）」が始まると「Stage 1」「Stage 2」で準優勝。同年8月に行われた「Stage 3」で国内リーグ初優勝。9月10日～19日にドイツ・ベルリンで開催された国際大会「VCT 2021: Stage 3 Masters - Berlin」へ日本代表として出場、グループステージ敗退。
2022年3月27日、国内公式大会「2022 VCT Japan Stage 1 Challengers」で優勝。4月10日～24日にアイスランド・レイキャビークで開催された国際大会「VCT 2022: Stage 1 Masters - Reykjavík」へ日本代表として出場。グループステージでFnatic・Ninjas in Pyjamasに勝利し日本チームとして史上初のプレイオフ進出（世界ベスト8）を果たす。その後進出したプレイオフでは初戦でG2 Esportsに惜敗しルーザーズブラケットに転落するも、Team Liquid・DRX・Paper Rexに対して３連勝し、史上初の国際大会ベスト3という歴史的快挙を達成した。
2023年09月29日、ZETA DIVISIONの『VALORANT』部門から『CREATOR』部門へ転向。2024年10月16日に再び『VALORANT』部門のコーチに転向。

## 人物・エピソード

### 趣味・嗜好
- 猫好き[48][49][50]。
- HIP HOP音楽やストリートファッションを愛好している[51]。
- 元々、"xqlolita"という名前を使っていたが、はじめてプロチームに入って台湾の大会に遠征する際に"lolita"を削除し、"XQQ"（エックスキュー）に改名した[50][52]。
- 『Counter-Strike: Global Offensive』『PUBG』『League of Legends』など他ゲームタイトルの競技大会をよく観戦している。
- 『ストリートファイター6』ではストリーマープレイヤーとしてRAGE STREET FIGHTER[53]などに出演している。

### チート使用疑惑と冤罪
2014年1月、『Battlefield4』で当時スナイパーとして所属していたチーム「JBL」のクラン戦（JBL vs BYCM）において、対戦相手（BYCM）からチート使用を疑われる。BYCMのメンバーがインターネット上に告発動画をアップロードしたことがきっかけで騒動となるが、XQQ本人による手元動画の公開・オフライン検証を通じて潔白が証明された。2014年9月、BYCMが当時所属していたプロチームDetonatioN Gamingは、動画内の捏造工作を認めて正式に謝罪した。一方でBYCMのメンバーのうち、検証結果を待たずに独断で「明らかに黒」と公表したDustelboxは自らに責任がないことを主張し続けているが、Dustelboxに対するXQQの公開質問へは2024年4月時点で未回答である。

### 競技人生最悪の日
2020年9月22日～10月22日に開催された「ESL Asia-Pacific League 2020: North Division Stage2」において、（リーグのポイントシステムから考えて合理的な判断ではあるものの）CYCLOPSがQConﬁrmとの試合を意図的に放棄したとして、『Rainbow Six Siege』の運営元であるUBISOFTから6ヶ月間の出場停止および罰金5,000ドルの支払いを請求された。試合が行われた10月22日、XQQは自身のTwitterアカウントにて"worst day of my competitive career so far."（訳：いままでの競技人生において最悪の日）と発言している。なお、XQQは同年11月2日にCYCLOPSからの移籍脱退および『Rainbow Six Siege』から『VALORANT』へのタイトル移行を発表しており、本人に対して直接的な影響はなかった。

### 評価
『Overwatch』のプレイヤー時代からゲームに対して研究熱心な姿勢が評価されている。コーチに転身後は、ゲームシステムの理解、メタへの順応、チームプレイなどマクロ面の戦術研究を高く評価されている。
「順応性が高く天才肌のプレイヤー」—DeToNator、2016年5月3日、チーム加入時の紹介文
「めちゃくちゃストイックで、彼のアドバイスで気付かされることがものすごく多いです。自分でやっていてもわからないようなことを、XQQ選手は教えてくれます。またチームの動きなどの研究にも熱心で、Attackerとしてのプレイ自体も高水準で、まさにエースプレイヤーですね。」—Yuta "StylishNoob" Seki、2016年9月20日、Game*Sparkのインタビューにて
「XQQコーチは怖くてあまり喋りたくないのですが、話をしているだけで勉強になるし、みんなから尊敬されています。」—Taiyo "Ayagator" Hirayama、2020年4月27日、Gameクロスのインタビューにて
「VALORANTのベータのときにご一緒させてもらったりしたのですが，少し見ただけで分かる頭の良さがめちゃくちゃ印象的でした。トップクラスの冷静さと分析力を感じましたね。」—Koji "Laz" Ushida、2020年8月4日、4Gamer.netのインタビューにて
「日本eスポーツシーンにおけるコーチのパイオニアであり第一人者」—ZETA DIVISION、2020年11月2日、チーム加入時の紹介文
「特にXQQが加入してから、反省会の質が高くなりました。今までとは違う観点からの指摘などがあってとてもありがたいです。」—Tomoaki "crow" Maruoka、2020年12月2日、GAME Watchのインタビューにて
「もうひとりのコーチであるXQQさんはもっとマクロな１試合全体を通した戦いかたや駆け引き――"戦略"の部分を担当しています。」—Yuya "JUNiOR" Sawada、2021年6月4日、Red Bullのインタビューにて

## 競技成績（選手として）

### Battlefield4
国際大会
- 2014-01-26  ESL BF4 5on5 Asia Cup: 5on5 Domination - 3~4位, Best4（JBL）[67]
- 2014-09-07  ES-Rev BF4 ASIA OCEANIA CUP: 5on5 Domination - 優勝（JBL）[3][4]
- 2014-09-21  Fnatic vs JBL Special Exhibition Match - Lose（JBL）[20][21][注 1]

国内大会
- 2013-11-25  JCG Open Season1 Day2 - 優勝（Team 06）[19]
- 2013-12-02  JCG Open Season1 Day3 - 優勝（Team 05）[19]
- 2013-12-14  JCG Open Season1 Day5 - 優勝（Team 03）[19]
- 2013-12-21  JCG Master Season1 Conquest  - 準優勝（JBL）[19]
- 2014-01-11  JCG Open Season2 Day1 - 3位（Team 07）[19]
- 2014-02-02  JCG Master Season2 5on5 Domination - 準優勝（JBL）[19]
- 2014-10-04  JCG Master Season6 5on5 Domination - 準優勝（JBL）[19]
- 2014-10-18  JCG Master Season6 8on8 Conquest - 優勝（JBL）[19]

### Overwatch
国際大会
- 2016-07-22  ZhusunCup - Best8（DeToNator）[68][69]
- 2016-08-13  Shimada Cup 2016 Week2 - 準優勝（DeToNator）[68][70]
- 2016-09-10  Shimada Cup 2016 Week6 - 優勝（DeToNator）[71][68]
- 2016-09-12  Overwatch World Cup 2016: Asia-Pacific Qualifier - アジア太平洋4~6位 予選敗退 (Team Japan, 日本代表)[72][68]
- 2016-10-07  APAC Premier 2016 - 9位（DeToNator, 日本代表）[73][69][68][74]
- 2017-06-18  OPC: Overwatch Pacific Championship 2017 Season1 - 8位（SunSister）[74]
- 2017-06-20  OPC: Overwatch Pacific Championship 2017 Season2 Promotion - 7~8位（SunSister）[74]

国内大会
- 2016-06-19  JCG Master KickOff CUP - 優勝（DeToNator）[74][75][76]
- 2016-07-09  JCG Master 2016 #1 - 優勝（DeToNator）[74][75]
- 2016-08-21  JCG Master 2016 Summer Finals - 優勝（DeToNator）[75][77]
- 2016-11-20  Overwatch NVIDIA Cup - 3位（Green Leaves）[74]
- 2016-12-04  JCG Master 2016 #6 - 優勝（Green Leaves）[75]
- 2017-02-05  JCG Master 2016-2017 Winter Finals - 準優勝（Green Leaves）[75]
- 2017-03-26  True Overwatch Elite #3 - 5~6位（Green Leaves）[74]
- 2017-04-09  Overwatch OMEN CUP by HP - 3~4位, Best4 （Rampage.KINGDOM）[74]
- 2018-01-08  All Star Japan Community 2018 - 3位（Team XQQ）[74]

エキシビション
- 2016-05-28  Overwatch 台日対抗戦 - Lose（DeToNator）[78][68]
- 2016-07-14  KT GIGA Overwatch BJ Battle Opening Event - Lose（DeToNator）[79][80][81]
- 2016-09-18  TGS 2016 Overwatch Exhibition Match Japan vs Taiwan - Lose（DeToNator）[82][83][68]

## 競技成績（コーチとして）

### Overwatch
国際大会
- 2018-05-20  Open Division 2018 Season 2 - 準優勝（CYCLOPS athlete gaming）[84]
- 2018-05-27  Overwatch Contenders 2018 Season 2 Trials: Pacific - 3位（CYCLOPS athlete gaming）[84]
- 2018-07-22  Flash Ops Tokyo 2018 Summer - Exhibition Match - Win（Team Japan）[84]
- 2018-08-19  Overwatch World Cup 2018 - Incheon Qualifier - 4位（Team Japan）[84]
- 2018-09-14  Overwatch Contenders 2018 Season 2: Pacific - 準優勝（CYCLOPS athlete gaming）[12][84]

国内大会
- 2018-04-01  Overwatch Challenge Cup 2018 Winter - 優勝（CYCLOPS athlete gaming）[84]
- 2018-04-07  CKJ: Cosmic Knight Japan Overwatch Community Pre Series #1 - 優勝（CYCLOPS athlete gaming）[84]

### Tom Clancy's Rainbow Six® Siege
国際大会（本戦）
- 2019-08-18  Six Major Raleigh 2019 - 13~16位, Best16（CYCLOPS athlete gaming）[14]

国際大会（アジア地域予選）
- 2019-04-13  Rainbow Six Pro League Season 9 - Asia Pacific - 5~8位, Best8（CYCLOPS athlete gaming）[14]
- 2019-10-20  Rainbow Six Pro League Season 10 - Asia Pacific - 3~4位, Best4（CYCLOPS athlete gaming）[14]
- 2019-07-20  Six Major Raleigh 2019 - Asia Pacific - 優勝（CYCLOPS athlete gaming）[14]
- 2020-01-05  Six Invitational 2020 - Asia Pacific Qualifier Finals - 3~4位, Best4（CYCLOPS athlete gaming）[14]
- 2020-08-09  Six August 2020 Major - APAC North- 3位（CYCLOPS athlete gaming）[14]
- 2020-07-23  ESL Asia-Pacific League 2020: APAC North Division Stage 1 - 6位（CYCLOPS athlete gaming）[14]
- 2020-10-22  ESL Asia-Pacific League 2020: APAC North Division Stage 2 - 準優勝（CYCLOPS athlete gaming）[14]
- 2020-10-22  ESL Asia-Pacific League 2020: APAC North Division - 3位（CYCLOPS athlete gaming）[14]

国内大会
- 2019-03-27  ESL R6PL: Rainbow Six Pro League Season 9 - Asia Pacific: Japan - 優勝（CYCLOPS athlete gaming）[14]
- 2019-09-26  ESL R6PL: Rainbow Six Pro League Season 10 - Asia Pacific: Japan - 優勝（CYCLOPS athlete gaming）[14]
- 2020-03-26  ESL R6PL: Rainbow Six Pro League Season 11 - Asia Pacific: Japan - 優勝（CYCLOPS athlete gaming）[14]
- 2019-06-30  Six Major Raleigh 2019 - Asia Pacific: Japan - 優勝（CYCLOPS athlete gaming）[14]
- 2019-12-15  Six Invitational 2020 - Asia Pacific: Japan - 優勝（CYCLOPS athlete gaming）[14]
- 2019-06-02  Alienware Japan League: Spring - 3位（CYCLOPS athlete gaming）[14]

- 2019-09-01  Alienware Japan League: Summer - 優勝（CYCLOPS athlete gaming）[14]
- 2019-09-14  Alienware Japan League: Spring/Summer Finals - 優勝（CYCLOPS athlete gaming）[14]
- 2020-02-02  Alienware Japan Championship - Play-In - 優勝（CYCLOPS athlete gaming）[14]
- 2020-03-15  Alienware Japan Championship - Finals - 優勝（CYCLOPS athlete gaming）[14]
- 2020-06-06  Rainbow Six Japan Nationals 2020 - Season 1 - 5~8位, Best8（CYCLOPS athlete gaming）[14]
- 2020-10-18  R6JC: Rainbow Six Japan Championship 2020 - Finals - 優勝（CYCLOPS athlete gaming）[34][14]

### VALORANT
国際大会
- 2021-09-14  VCT: VALORANT Champions Tour 2021 Stage 3: Masters Berlin - 13~15位（ZETA DIVISION）[85]
- 2022-04-24  VCT: VALORANT Champions Tour 2022 Stage 1: Masters Reykjavík - 3位（ZETA DIVISION）[86]
- 2022-09-17  VCT: VALORANT Champions Tour 2022 - 9~12位（ZETA DIVISION）[85]
- 2023-03-05  VCT: LOCK//IN São Paulo - 17~32位（ZETA DIVISION）[85]
- 2023-03-25  VCT: PACIFIC League 2023 4位（ZETA DIVISION）[85]
- 2023-07-18  VCT: PACIFIC League Last Chance Qualifier 2023 優勝（ZETA DIVISION）
- 2023-08-06  VCT: VALORANT Champions 2023 Los Angels 13~16位（ZETA DIVISION）[85][85]

国内大会
- 2020-12-06  VALORANT First Strike Japan - 優勝（Absolute JUPITER）[87]
- 2020-12-20  eGG esports challenge G-Tune VALORANT INVITATIONAL - 優勝（Absolute JUPITER）[88]
- 2021-03-21  VCT: VALORANT Champions Tour 2021: Japan Stage 1 Masters - 準優勝（Absolute JUPITER）[85]
- 2021-05-02  VCT: VALORANT Champions Tour 2021: Japan Stage 2 Challengers - 準優勝（Absolute JUPITER）[85]
- 2021-08-15  VCT: VALORANT Champions Tour 2021: Japan Stage 3 Challengers - 優勝（ZETA DIVISION）[85]
- 2022-03-27  VCT: VALORANT Champions Tour 2022: Japan Stage 1 Challengers - 優勝（ZETA DIVISION）[89]
- 2022-06-26  VCT: VALORANT Champions Tour 2022: Japan Stage 2 Challengers - 準優勝（ZETA DIVISION）[90]

## 出演

### 展示会・フェス
- 東京ゲームショウ 2016 Intelブース Overwatch 日本vs台湾 国際エキシビションマッチ（幕張メッセ、2016年9月18日）[91][92]
- 東京ゲームショウ 2021 オンライン モンスターエナジーブース（オンライン、2021年10月3日）[93]
- RAGE VALORANT 2022 Spring（東京ガーデンシアター、2022年5月7日）[94]

### コミュニティ大会
- e-SPORTS BANPAKU杯 2020（BANPAKU CUP、2020年2月22日・23日）
- VALORANT Super Match KOR-JPN（Twitch、2020年5月24日）
- VCC APEX DUO CUSTOM #3（Vaultroom、2021年3月17日）
- R6 STREAMER CUP#2（UBISOFT、2021年3月26日）
- VCC VALORANT CUSTOM #1（Vaultroom、2021年4月13日）
- VCC VALORANT CUSTOM #2（Vaultroom、2021年4月23日）
- JUPITER INVITATIONAL（ZETA DIVISION、2021年5月7日）
- Crazy Raccoon Cup VALORANT #1（Crazy Raccoon、2021年6月6日）
- BF Streamer Cup BattlefieldV（2021年10月17日）
- VCC PUBG CUSTOM #4（Vaultroom、2021年10月26日）
- NARAKA: BLADEPOINT 2021煉獄杯 本戦（2021年11月20日）
- VCC VALORANT CUSTOM #4（Vaultroom、2021年11月25日）

### ネット番組
- 岡副麻希のハマってもeですか？レインボーシックス シージ eスポーツの世界 第6回（Mildom、2020年10月6日）
- VALORANTタイムズ（Mildom、2020年12月7日）
- GG Shibuya エカレジ!（YouTube "GG Shibuya エカレジ!"、2021年1月16日・30日）
- PLAY ALIVE 2021 : Fall Guys Super Match（PLAY ALIVE YouTubeチャンネル、2021年3月27日）
- Mildom 異文化交流会 in ApexLegends（Mildom、2021年5月17日）
- E5なう！E5フェス 直前! VALORANT 特集（YouTube "E5 Channel"、2021年8月6日）

### ポッドキャスト
- THE XQQ AND CROW SHOW（Spotify・Apple Podcast・YouTube、2021年5月9日 - ）

### 新聞記事
- スウェーデンに「ゲーム留学」世界見た先駆者の葛藤 eスポーツ 熱狂の正体(4)（日本経済新聞、2019年11月24日）[25][26]

### ウェブメディア
- XQQ, Coach of the strongest team in Japan: "New Symmetra would definitely change the game to Overwatch 2."（Inven Global、2018年6月21日）[30]
- 今年のワールドカップはどうなるか？日本代表GM Jerophilip、コーチXQQインタビュー（ファミ通AppVS、2018年7月26日）[11]
- 選手の強さを押し上げるコーチ・アナリストの活動に迫る。CYCLOPS athlete gaming スタッフ陣インタビュー（SHIBUYA GAME、2019年5月14日）[95]
- CYCLOPS athlete gaming R6S部門 ショートインタビュー（esports press、2019年8月10日）[15]
- 「アジアのレベルを世界に見せつけたい」CYCLOPS athlete gaming初の世界大会を前にインタビュー（esportsニュース、2019年8月11日）
- 「悔しさが残る大会でした。でも、悔しさ以上の経験が積めた大会でもありました。」CYCLOPS athlete gaming R6S部門 インタビュー（esports press、2019年9月28日）[96]
- How will ZETA DIVISION translate their envisioned victories into reality?（UPCOMER、2021年9月9日）[97]
- XQQ「全てのAPACチームがひとつになって勝ち取った順位」ZETA DIVISION、ベスト3勝ち取ったPRX戦後に語る【インタビュー】（Game*Spark、2022年4月23日）[98]
- ZETA DIVISION ベスト3で幕を下ろす！【国際大会「VCT 2022: Masters Stage 1 – Reykjavík」合同インタビュー】（Esports World、2022年4月24日）[99]
- 「ZETA DIVISION」躍進の立役者！海外でも話題を呼んだミステリアスな人物「XQQ」（INSIDE、2022年4月30日）[100]
- ZETA DIVISION Interview: Getting To Know Valorant's Newest International Stars（SCREENRANT、2022年5月18日）[101]